# Avonmouth
Avonmouth est une ville portuaire située dans la banlieue de Bristol, au sud-ouest de l'Angleterre. Elle tient son nom de sa position à la confluence de la rivière Avon dans la Severn. En 2011, sa population était de 12 845 habitants.